# Shikisai Moment
Albums de An Cafe
Amedama Rock
(2005) Magnya Carta
(2006)
Shikisai Moment (色彩モーメント, shikisai mōmento) est un album réalisé par An Cafe le 9 novembre 2005. Toutes les paroles ont été écrites par Miku.

## Titres des pistes
Premier disque (CD)
1. Opening (Shikisai Ver.) (オープ○ング(色彩Ver.)?) - 1:16
2. Merrymaking (メリメイキング?) - 5:03
3. Escapism (Shikisai Ver.) (エスケピズム (色彩Ver.)?) - 4:54
4. Ippatsu Gyakuten Renai Game (一発逆転恋愛ゲーム?) - 3:32
5. Golden Wing - 4:34
6. Rinne no Tsumi (輪廻の罪?) - 6:00
7. Omocha (玩具?) - 3:31
8. Tekesuta Kousen (テケスタ光線?) - 4:54
9. Nyappy in the World - 4:09
10. 1/2 - 4:04
11. Wagamama Kōshinkyoku (我侭行進曲?) - 4:48
12. My Favorite Beat (マイフェイバリット☆ビート?) - 4:32 (piste cachée)

Second disque (DVD)
1. Antic Room no.1
2. Wagamama Kōshinkyoku (Music video)
3. Antic Room no.2
4. Tekesuta Kousen (Music video)
5. Antic Room no.3
6. Escapism (Music video)
7. Antic Room no.4
8. Merrymaking (Music video)

## Musiciens
- Miku – Chant
- Bou – Guitare
- Kanon – Basse
- Teruki – Batterie